# Jan Marszałek
Jan Marszałek (ur. 1 stycznia 1942 w Zalasiu gmina Krzeszowice k/Krakowa) – polski pisarz, prozaik, poeta, publicysta, działacz polityczny.

## Życiorys
Urodził się w chłopskiej rodzinie we wsi Zalas. Po szkole podstawowej w Zalasiu i Zasadniczej Szkole Górniczej w Jaworznie ukończył Technikum Górnicze w Wałbrzychu, po czym pracował w kopalniach „Siemianowice” i „Mieszko”. Następnie podjął studia na Wydziale Socjologii i Filozofii na Uniwersytecie Warszawskim, które ukończył w 1971. Od 1966 do 1973 należał do Forum Poetów „Hybrydy”. W 1971 został pracownikiem Centrum Pamiętnikarstwa Polskiego, a od 1972 do 1979 pracował w Instytucie Filozofii i Socjologii Polskiej Akademii Nauk, w tym w Komitecie Badań i Prognoz „Polska 2000”. Równocześnie pisał utwory literackie, które były publikowane w takich pismach jak „Kultura”, „Poezja”, „Tygodnik Kulturalny”, „Nowy Wyraz”.
W 1980 wstąpił do Związku Literatów Polskich. Od 1980 do 1982 pracował w redakcji pisma ZSMP „Płomienie”, a od 1982 do 1989 w redakcji tygodnika „Rzeczywistość”. W 1992 został redaktorem naczelnym pisma Światowej Federacji Polskich Kombatantów „Westerplatte”. Brał udział w redagowaniu Encyklopedii „Białych Palm”. Był redaktorem naczelnym pism „Polska Kontra” i „Literacka Polska”.
W wyborach w 1991 bezskutecznie ubiegał się o mandat poselski z ramienia Stronnictwa Narodowego, a w wyborach parlamentarnych w 1993 bez powodzenia kandydował do Sejmu z warszawskiej listy Samoobrony – Leppera (otrzymał 783 głosy). W wyborach samorządowych w 1998 ubiegał się o mandat radnego sejmiku małopolskiego z listy komitetu Rodzina Polska.

## Publikacje
- Nad ranem, LSW, Warszawa 1970,
- Zajastrzębienie, KAW, Warszawa 1979/1980,
- Kozodoje, Iskry, Warszawa 1980,
- Figurały, Ludowa Spółdzielnia Wydawnicza, Warszawa 1980,
- Adelajda, Krajowa Agencja Wydawnicza, Warszawa 1983,
- Powieść w kopercie, Wydawnictwo Spółdzielcze, Warszawa 1986,
- Lato na klęczkach zimy, „Pojezierze”, Warszawa 1987,
- Słownik biograficzny stalinizmu i jego ofiar w Polsce. 1939–1941 r. (Białystok-Lwów-Wilno), Polska Oficyna Wydawnicza, Warszawa 1991,
- Drang nach osten XXI wieku (1), POW, Warszawa 1994,
- Drang nach osten XXI wieku (2), POW, Warszawa 1994,
- Prokurator Jezuitów, POW, Warszawa 1995,
- Jurczyk kontra Wałęsa, POW, Warszawa 1995,
- Samoobrona Narodu Polskiego. Heroizmu, zdrady i zbrodni tom I, POW, Warszawa 1996,
- Zdrajcy. Heroizmu, zdrady i zbrodni tom 1-2, POW, Warszawa 1997,
- Pieśni, POW, Warszawa 1997,
- Ukrzyżować księdza Jankowskiego!, POW, Warszawa 1998,
- Broniąc Krzyża Polski bronimy. t.1 i2, POW, Warszawa 1998/1999,
- Oto znak [Krzyż]-któremu sprzeciwaić się będą, POW, Warszawa 2000,
- Podręczny słownik biograficzny stalinizmu i jego ofiar w Polsce w latach 1939 – 1941 w radzieckiej strefie okupacyjnej, POW, Warszawa 2000,
- Marian Krzaklewski – „reformator” czy „zdrajca”?, POW, Warszawa 2000,
- Cienie wulkanów, POW, Warszawa 2000,
- Szary przeciw zdrajcom Polski, POW, Warszawa 2001,
- Polska zdradzona: Rzecz nie tylko o kłamstwach Grossa lecz i antypolonizmie, rasizmie, ksenofobii elit politycznych na przykładzie Jedwabnego, POW,Warszawa 2001
- Kult zdrady Polski, POW, Warszawa 2001,
- Samoobrona w walce z okupantem Polski, POW, Warszawa 2002,
- Tajne Zakony jako jedna z przyczyn rozbioru Polski [Wiek XVIII], POW, Warszawa 2002,
- Polska w jarzmie stalinizmu, POW, Warszawa 2003.
- Germańskie tsunami XXI wieku, POW, Warszawa 2006,
- Germanizacja Powiatu Bartoszyckiego na przełomie XX/XXI wieku, POW, Warszawa 2006,
- Germańska Polska XXI wieku, POW, Warszawa 2006,
- Niemiecka Polska. Germanizacja Powiatu Nowomiejskiego na przełomie XX/XXI wieku, POW, Warszawa 2006,
- Sekretny więzień-Walerian Łukasiński, POW, Warszawa 2007 (wyd.I), Warszawa 2008 (wud.II),
- Demon, POW, Warszawa 2007,
- Podręczny Słownik Kolaborantów w Polsce. Wrzesień 1939 – Lipiec 1941 w radzieckiej strefie okupacyjnej, Bollinari Publishing House, Warszawa 2014,
- Encyklopedia Męczenników i Bohaterów Polski. Męczennicy i Bohaterowie Ziemi Łomżyńskiej. Tom I, POW 2016 (maj – czerwiec, format A4).
- Encyklopedia Męczenników i Bohaterów Polski. Męczennicy i Bohaterowie Ziemi Łomżyńskiej. Tom II, POW 2016 (sierpień – wrzesień, format A4)
- Encyklopedia Męczenników i Bohaterów Polski. Męczennicy i Bohaterowie Ziemi Łomżyńskiej. Tom III, POW 2017 (lipiec – sierpień, format A4).
- Poetycki Testament Polaka, Poety i Pielgrzyma Jana Marszałka ze wsi Zalas spisany w latach 1988-2016, POW, (maj 2016 rok, str. 344, format A5).